# زنان کوچک (فیلم ۱۹۱۸)
زنان کوچک (انگلیسی: Little Women) فیلمی به کارگردانی هارلی نولز است که در سال ۱۹۱۸ منتشر شد. از بازیگران آن می‌توان به دورتی برنار، هنری هال، و کنراد نیگل اشاره کرد.